# Dmitrij Jesin
Dmitrij Aleksandrowicz Jesin, ros. Дмитрий Александрович Есин, ukr. Дмитро Олександрович Єсін, Dmytro Ołeksandrowicz Jesin (ur. 15 kwietnia 1980 w Szachtarsku, w obwodzie donieckim) – rosyjski piłkarz pochodzenia ukraińskiego, występujący na pozycji pomocnika. Zmienił obywatelstwo na rosyjskie.

## Kariera piłkarska

### Kariera klubowa
Wychowanek Szachtara Donieck. W 1997 debiutował w drugiej drużynie Szachtara, a potem w trzeciej. Na początku 2002 przeszedł do Illicziwca Mariupol, w składzie którego 21 kwietnia 2002 debiutował w Wyższej Lidze w meczu przeciwko Tawrii Symferopol (3:1). W Illicziwcu występował przez 6 lat, a w lutym 2008 przeniósł się do Worskły Połtawa. Po zakończeniu sezonu 2011/12 zakończył karierę piłkarską.

## Kariera trenerska
Po zakończeniu kariery piłkarskiej rozpoczął pracę szkoleniową. Już na początku czerwca 2012 dołączył do sztabu szkoleniowego Metałurh U-19 Donieck.

## Sukcesy i odznaczenia

### Sukcesy klubowe
- mistrz Pierwszej Lihi Ukrainy: 2007/08
- zdobywca Pucharu Ukrainy: 2008/09